# Hajar i Paris
Hajar i Paris (franska: Sous la Seine) är en fransk skräck- och dramafilm från 2024. Filmen är regisserad av Xavier Gens som även skrivit manus tillsammans med Sebastien Auscher och Yannick Dahan. Filmen hade premiär på Netflix den 5 juni 2024.
Filmen har av den franske regissören Vincent Dietschy anklagats för att vara ett plagiat och frågan ska prövas av en fransk domstol. Eftersom det i fransk lag inte är möjligt att hävda upphovsrätt på en idé i sig, valde Dietschy att stämma Netflix France. Domstolen avslog Dietschys stämning med motiveringen att han stämt fel juridisk enhet; han borde ha riktat den mot Netflix europeiska huvudkontor. Domstolen prövade därmed inte själva sakfrågan om eventuellt plagiat.

## Handling
Filmen kretsar kring en enorm haj som siktas i floden Seine, vilket innebär att en sörjande forskare måste ta itu med sitt tragiska förflutna för att stoppa ett blodbad i Paris.

## Rollista (i urval)
- Bérénice Bejo – Sophia
- Nassim Lyes – Adil
- Léa Léviant – Mika
- Nagisa Morimoto
- Sandra Parfait
- Aksel Ustun